# SamSam (film)
Pour la bande dessinée, voir SamSam.
Pour plus de détails, voir Fiche technique et Distribution.
SamSam est un film d'animation franco-belge réalisé par Tanguy de Kermel et sorti en 2020.

## Synopsis
SamSam est un jeune super-héros vivant sur une planète peuplée d’êtres dotés de superpouvoirs. Pourtant, il est le seul de son âge à ne pas encore avoir découvert le sien, ce qui le rend différent aux yeux des autres enfants. Déterminé à prouver sa valeur, SamSam part à la recherche de son pouvoir caché.
Il fait la rencontre de Méga, la fille du dictateur Marchel 1er de la planète March, qui fuit un quotidien contrôlé par son père. Ensemble, ils vont apprendre à se faire confiance, à affronter leurs peurs et à comprendre que le courage, l'amitié et la bienveillance sont parfois les plus grands superpouvoirs.

## Fiche technique
- Titre : SamSam
- Réalisation : Tanguy de Kermel
- Scénario : Valérie Magis et Jean Regnaud,  d'après l’œuvre de Serge Bloch
- Animation : Ivan Del Rio (supervision)
  - Studios d’animation : Folivari, Tchack, Mac Guff Ligne et Mac Guff Belgium
- Décors : Maël Le Gall, Pierre-Henry Laporterie et Jean Guinot
- Son : Bruno Seznec
- Montage : Benjamin Massoubre et Nazim Meslem (image) ; Axel Steichen (son)
- Musique : Éric Neveux
- Production : Didier Brunner, Damien Brunner, Gaëtan David, André Logie, Philippe Sonrier et Thibaut Ruby
- Sociétés de production : Folivari, La Compagnie cinématographique et Panache Productions ; France 3 Cinéma, Illumination Mac Guff et Pictanovo (Région Hauts de France) (co-production)
- Société de distribution : Studiocanal
- Pays d'origine :  France /  Belgique
- Langue originale : français
- Format : couleur - Digital (DCP) - 2,39:1 - son stéréo
- Genre : Animation, aventure et science-fiction
- Durée : 78 minutes
- Dates de sortie :
  - France : 5 février 2020

## Distribution
- Isaac Lobé-Lebel : SamSam
- Lior Chabbat : Mega
- Jérémy Prevost : Marchel 1er
- Sébastien Desjours : Samnounours
- Léopold vom Dorp : Petit Poâ
- Victoire Pauwels : Super Julie
- Léovanie Raud : Mme Chol
- Laurent Maurel : Marchientifique
- Damien Boisseau : SamPapa
- Marie-Eugénie Maréchal : SamMaman
- Philippe Spiteri : Crapouille
- Simon Brunner : Sumomo
- Françoise Pavy : Mamie Poâ
- Magali Rozensweig : Marie-Agnès
- Julien Crampon : Frapulo
- Emmylou Homs : Frapula
- Martin Spinhayer : Monstre Grisouille
- Philippe Roullier : le présentateur télé

version française réalisé par la société de doublage Piste rouge (Paris), sous la direction artistique de Barbara Tissier.
Damien Boisseau (SamPapa), Marie-Eugénie Maréchal (SamMaman) et Philippe Spiteri (Crapouille) sont les seuls comédiens à reprendre leurs rôles respectifs de la série d'animation. Dans le film, Sébastien Desjours, Magali Rozensweig et Jérémy Prévost remplacent respectivement Hervé Rey et Tom Trouffier dans le rôle de SamNounours, Barbara Delsol dans le rôle de Marie-Agnès la maîtresse et Frédéric Bouraly dans le rôle de Marchel 1er.
Téo Echelard (saison 1), Max Renaudin (saison 2), Claire Bouanich et Lewis Weil devenus trop âgés, sont remplacés par Isaac Lobé-Lebel, Léopold vom Dorp et Victoire Pauwels pour les rôles de SamSam, SuperJulie et Petit Pôa.

## Production
Le film a été présenté en avant-première au Festival international du film d'animation d'Annecy le 7 décembre 2019.